# Ылгаз (горы)
Ылгаз (Илгаз, тур. Ilgaz Dağları) — горный хребет в северо-западной Анатолии, на территории современной Турции.

## География
В западном Причерноморье есть три хребта гор, которые проходят параллельно побережью Черного моря. Горы Ылгаз составляют восточную часть второго диапазона от береговой линии — на среднем расстоянии в 100 км. Северные склоны гор находятся в провинции Кастамону, а южные — в провинции Чанкыры. Протяжённость горной системы с запада на восток составляет около 150 км, ширина — около 30 км.
Высочайшая точка хребта — горный пик, известный как Hacettepe, чья высота составляет 2587 метров (8488 футов). Федеральная магистраль D-765, которая соединяет турецкое побережье Чёрного моря с Центральной Анатолией, проходит в 10 км к западу от пика. Самый высокий перевал на шоссе находится на высоте 1850 метров (6070 футов).
Горы граничат на севере с рекой Гёкырмак, а на юге — с долиной реки Деврез, образуя гидрографическую границу между этими двумя речными бассейнами. Река Гёкырмак берет свое начало на северных склонах гор Ылгаз, и течёт в направлении с запад на восток, впадая в реку Кызылырмак (один из её главных притоков). Река Деврез следует Северному анатолийскому разлому, впадает также в реку Кызылырмак на востоке.

## История
В древности гора Ылгаз была известна как Ольгассий (др.-греч. Ὄλγασσυς, лат. Olgassys). На Ольгассии всюду были воздвигнуты святилища. Близ деревни Курмалар, западнее Тосьи обнаружены остатки храма Великой Геры — Герайона, построенного в III—II вв. до н. э. и существовавшего до II — первой половины III века н. э. Сохранились часть фундамента храма, фрагменты эллинистической и римской керамики, остатки антаблемента с изображением листьев аканфа. Существует предположение, что в этом месте находилась Кимиата — сильное природное укрепление в области Кимиатена, служившее основателю и владыке Понта Митридату I Ктисту опорным пунктом. Кристиан Марек полагает, что это святилище Геры Кандарены (др.-греч. Ἥρας Κανδαρηνής ιερόν) близ Гангры, упоминаемое Стефаном Византийским.

## Национальный парк
Национальный парк Ылгаз (тур. Ilgaz Dağı Milli Parkı) является природоохранным районом, основанным 2 июня 1976 года и расположенным в одноимённых горах, на границе между провинциями Кастамону и Чанкыры в западном турецком Причерноморье. Местные природные ресурсы и их потенциал для рекреационной деятельности являются основными ценностями национального парка, который простирается на площади в 742,38 га.

### Геология
Территориальная структура региона Ылгазы, которая находится в переходной зоне от Центральной Анатолии к Северной Анатолии, характеризуется, в общем, такими породами как серпентинит, сланец, а также — вулканическими породами. В регионе также ряд интересных примеров горообразования: в частности, самый длинный и самый активный геологический разлом Турции — Северо-Анатолийский разлом — проходит через южное подножие Ылгаза.

### Климат
Среднегодовая температура в национальном парке составляет 9,8 °C. Январь — самый холодный месяц со средней температурой −0,8 °C, а самые теплые месяцы — июль (20 °C) и август (19,7 °C). По данным метеорологической станции в Кастамону, среднегодовое количество осадков в регионе составляет 486 мм (19,1 дюйма). В нижних частях парка — в его долинах — количество осадков составляет около 400 миллиметров (16 дюймов), а у горных вершин — около 1200 миллиметров (47 дюймов). Наибольшее количество осадков приходится на весну и начало лета. На северные склоны высокогорных регионов приходится больше влаги. Центрально-анатолийский климат приводит к шести месяцам снеговых осадков: толщина снежного покрова на склонах достигает примерно 1 м.

### Отдых в горах
Национальный парк Ылгаз предлагает возможности для разнообразных видов спорта на открытом воздухе, включая: походы, кемпинг и караванинг. Рыбалка на прудах, расположенных на ручье Карасу в долине Балдиран, возможна с 15 июня по 15 сентября. Посетители также могут покупать форель в течение года из рыбоводных заводов в том же районе.
Ещё одна важная особенность национального парка — его потенциал для зимних видов спорта, который начал активно развиваться здесь с 1990-х годов. Горнолыжный курорт Ылгаз привлекает туристов из Стамбула и Анкары. Ближайший горнолыжный курорт в Анкаре расположен в национальном парке под названием «Ankara Konağı» («Ankara Lodge»). Горнолыжный курорт Ылгаз, официально учреждённый в 1997 году и включающий весь национальный парк, имеет горнолыжный склон длиной 800 м (2600 футов), который обслуживается кресельным подъемником в 1500 м.

## Экология
Благодаря расположению национального парка в переходном регионе между Центральной Анатолией и Черным морем, он имеет богатую экосистему как флоры, так и фауны.
Горы Ылгаз, особенно их северные склоны, покрыты густым лесом (занимающим 81,7 % общей площади). Популярное название лесов вокруг Ильгазских гор — тур. ağaç denizi («море деревьев»). Горы покрыты турецким дубом (Quercus cerris), европейскими черными соснами (Pinus nigra) и пихтовыми (Abies) лесами. На высокогорье — на высоте 1500 м и выше — произрастает турецкая сосна (Pinus brutia) и сосна обыкновенная (Pinus sylvestris), зачастую образуют смешанные леса.
Некоторые из диких животных, обитающих в лесистых районах: благородный олень, косуля, палевый олень, кабан, бурый медведь, серый волк, европейский шакал, серна и лисица. Считается, что всего вокруг гор Ылгазы может проживать около 30 видов млекопитающих. В 1996 году в горах был обнаружен новый вид насекомых, который в 2010 году был назван в честь места своего обитания — Merodon Ilgazense.

## В популярной музыке
Название гор было использовано в заглавии популярной песни «Ilgaz», написанной Ахметом Самимом Бильгеном со стихами Джемиля Тюркармана: темой песни являются сами горы.